# Otón V de Baviera
Otón V el Bávaro, duque de Baviera (1340/42-15 de noviembre de 1379) fue un duque de Baviera y Elector de Brandeburgo como Otón VII. Otón era el cuarto hijo del emperador Luis IV de Baviera y de su segunda esposa Margarita II de Avesnes, condesa de Henao y Holanda.

## Biografía
Fue duque de Baviera conjuntamente con sus cinco hermanos en 1347. Otón y sus hermanos Luis V y Luis VI se convirtieron conjuntamente en duques de la Alta Baviera después de la partición de Baviera en 1349. En 1351, él y Luis VI cedieron sus derechos de Baviera a Luis V a cambio del Margraviato de Brandeburgo. En 1356 Luis VI y Otón fueron investidos con la dignidad electoral.
Otón, aún menor de edad, creció en las tierras de su madre en los Países Bajos bajo la tutela de su hermano Luis V. En 1360, llegó a la mayoría de edad. Al morir Luis VI en 1365, Otón se convirtió en el único elector de Brandeburgo.
El 19 de marzo de 1366, Otón se casó con Catalina de Bohemia (1342-1386), hija del emperador Carlos IV de Luxemburgo y la viuda de Rodolfo IV de Austria. Los duques Luis VI y Otón, sin descendencia, habían prometido a Carlos la sucesión en Brandeburgo en 1364. Estos acuerdos fueron considerados una venganza por un conflicto con su hermano Esteban II de Baviera, relativo a la sucesión de Baviera tras la muerte de Meinhard III de Gorizia-Tirol, hijo de Luis V.
Carlos IV invadió Brandeburgo en 1371, pero ya Otón había descuidado su gobierno. Dos años más tarde, Otón renunció oficialmente en virtud de una gran compensación económica y se retiró a Baviera. Este fue el final del gobierno de la Casa de Wittelsbach en Brandeburgo. Otón mantuvo la dignidad electoral y fue aceptado como corregente nominal de su hermano Esteban II. Otón también fue compensado por Carlos IV con el Nordgau bávaro. Otón luego pasó su tiempo divirtiéndose en el castillo de Wolfstein en Landshut.